# عبد الكريم العبدلي
عبد الكريم بن فضل بن علي العبدلي ، هو السلطان عبد الكريم بن فضل بن علي بن محسن العبدلي من سلاطين لحج في الجنوب الغربي للجزيرة العربية في عهد الاستعمار البريطاني للحج.

## ولادته
ولد عام 1298هـ في مدينة الحوطة عاصمة لحج، وكانت تسمى من قبل مدينة لحج.

## توليه السلطة
تولى السلطة بعد وفاة ابن عمه السلطان علي بن أحمد عام1333هـ أثناء المعركة التي نشبت بين الإنجليز المحتلين لعدن من جهة والعرب العدنيين والأتراك من جهة أخرى، وكان أعيان لحج قد هاجروا إلى عدن بعد الحرب وتركوا بيوتهم وأموالهم فاستولى عليها الاتراك، ومن ضمن من هاجروا السلطان عبد الكريم العبدلي، فسافر إلى مصر بدعوة من الحكومة البريطانية وبعد مفاوضات بين الجانبين البريطاني والعثماني عاد عبد الكريم العبدلي إلى الحوطة، وكان أول عمل قام به تأديب بعض القبائل المتمردة، وخلال سلطانه زار الهند ، وأوروبا ، وعقد مع باقي مشيخات لحج لتوقيع ميثاق بينهم على الوحدة.

## سلطنة العبدلي
تسمى سلطنة لحج أيضا بسلطنة العبدلي لأن السلطان فضل بن علي العبدلي انفصل بحكم لحج عام 1145هـ/1732م وأطلق على جميع قبئلها لقب عبادل ليؤكد على انتمائهم له ويعزز ماكنته في السلطنة وكنوع من الوحدة القبلية ضد أعداء السلطنة الجديدة.

## من أعماله
- جدد بناءجامع السيد عمر بن عبد الله المساوي وذلك عام 1348هـ فأصبح من أجمل وأكبر مساجد اليمن.[4]
- إنشاء أول مستشفى في لحج عام 1349هـ /1930م.
- تأسيس المدرسة المحسنية.
- إدخال الكهرباء إلى السلطنة.[3]

## وفاته
توفي عام 1352هـ/1933م.